# Миладин Прљевић
Миладин Прљевић (1900, Ужице —  Београд, 1973) био је српски архитекта.

## Биографија
Завршио је Архитектонски одсек на Техничком факултету у Београду, 1925. године. Као службеник Грађевинске секције у Министарству грађевина радио је две године. Након тога, па све до 1946. године био је запослен као професор Средње техничке школе у Београду. После рата, основао је Истраживачки центар за становање, а био је и руководилац групе у Пројектном заводу Србије. Све до пензионисања био је саветник у Институту за испитивање материјала. Био је један од барјактара модерне архитектуре. За собом је оставио више од сто изведених грађевина и неостварених нацрта, махом из области стамбене архитектуре. Његово стваралаштво је исходило наградама или откупима чак шездесет и три пута.

## Пројекти
По стицању дипломе Техничког факултета прикључио се архитектонским збивањима. Већ 1926. године учествовао је у надметању за решење Храма Светог Саве и успешно је остварио неколико пројеката у Подгорици и Цетињу. Тек након искуства које је стекао на многобројним конкурсима, а посебно захваљујући нацрту за Железничку станицу у Скопљу и пројекту за ресторан и зграду у Топчидеру, постао је познатији у стручним круговима.
Извођачки рад у Београду започео је изградњом вишеспратнице Ћировића у Улици кнеза Милоша број 78. Изградња је трајала у периоду од 1932. до 1935. године и посведочила је о ауторовим високим стваралачким потенцијалима. Грађевина се одликује великим прозором последњег спрата урађеним у ситно-мрежастом растеру гредица и пречагица, заобљеним волуменом зграде на углу, посебним начином раздељивања површине зида помоћу протегнутог испада надстрешнице. Све то је сведочило о снажним утицајима међународног модернизма треће деценије 20. века на Прљевићев рад.
Миладинов модернистички израз приказују и његови наредни пројекти попут зграде Матића и Пожаревачкој улици број 13 (1934), стамбене вишеспратнице у некадашњој Варош-капији на углу Поп Лукине и Косанчићевог венца (1939) и зграде Анђелковића у Грачаничкој број 12 (1937). На вишеспратници се може уочити вертикалистичка диспозиција која је присутна и на Палати „Албанија”. Главна фасада ове зграде је надмоћна у односу на бочна крила захваљујући вертикалним пиластерима између прозора главног прочеља, висини и суптилном испаду фасаде на крилу зграде ка Поп Лукиној улици. Својим унутрашњим односима и распоредом грађевинских маса одаје монументалан утисак. Стамбена вишеспратница Егер и Милер у Бранковој улици број 26 својим архитектонским склопом и физиономијом сведочи о модернистичким стилом који је Прљевић радо користио. Зграду одликује назубљено прочеље у репетитивном ритму лођа.
Најзначајније Прљевићево дело је Палата „Албанија” на Теразијама за коју је везан један од неславних спорова у читавој историји београдска архитектуре.
Осим ових дела, аутор је и стамбене зграде Здравковића у Црногорској улици број 5 и 7 (1936). После Другог светског рата успешно је пројектовао више јавних и стамбених грађевина, међу којима се истиче реконструкција зграде Скупштине општине Крагујевац. Аутор је пројекта зграде посланства Краљевине Југославије у Анкари заједно са В. Симеуновићем (1937).